# Vesicephalus europaeus
Vesicephalus europaeus is een springstaartensoort uit de familie van de Katiannidae. De wetenschappelijke naam van de soort is voor het eerst geldig gepubliceerd in 1986 door Ardanaz & Pozo.